# Kazam
Kazam (arab. قزم) – wieś w Syrii, w muhafazie Aleppo. W 2004 roku liczyła 327 mieszkańców.